# カルロス・マリン
カルロス・マリン（Carlos Marin, 1968年10月13日 - 2021年12月19日）は、スペインの歌手。クラシカル・クロスオーバーのヴォーカルグループ「IL DIVO」のメンバーでバリトン･パート担当。

## 略歴
1968年、西ドイツ（現・ドイツ）のヘッセン州に生まれる。1977年、家族とともにオランダへ移住。10歳の時、シングルレコード2枚とLPレコード1枚をレコーディング。13歳の時、スペイン･マドリードへ移住し、マドリード･コンサバトリーに入学。1993年、ミュージカル『美女と野獣』の公演中に足首を粉砕骨折し、7か月半後に復帰。その後オペラに転向し、『ラ・ボエーム』のマルチェッロ役で「プリモ・バトリーノ（最高のバリトン）」の評価を獲得。2004年にクラシカル・クロスオーバーのヴォーカルグループ「IL DIVO」のメンバーとしてデビュー。2006年にスペインの歌手・イノセンス（ジェラルディーン･ラロッサ）と結婚。2009年に離婚。
2021年12月19日、イギリス・マンチェスターの病院で死去。53歳没。報道によるとコロナウイルスに感染していたという。

## 作品

### アルバム
1. Little Caruso（1976年）
2. Mijn Lieve Mama（My Dear Mother）（1978年）

### 参加アルバム
- Jekyll & Hyde - ミュージカル サウンドトラック（2000年）